# Árborg
Árborg är den största kommunen i Suðurland i Island. Kommunnamnet är Sveitarfélagið Árborg, men oftast nämns det bara som Árborg. År 1998 hölls en omröstning, i vilken fyra samhällen beslutade sig för att gå ihop i en kommun. Tillsammans blev de fyra samhällena Eyrarbakki, Sandvíkurhreppur, Selfoss och Stokkseyri kommunen Árborg med en befolkning på 5 500 invånare. Befolkningen var 2016 uppe i 8 498 invånare.
Selfoss är den största tätorten i kommunen. Andra tätorter är Stokkseyri och  Eyrarbakki.

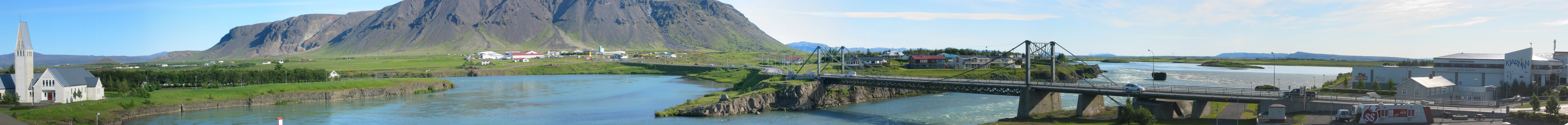
Selfoss med floden Ölfusá och med Ingólfsfjall i bakgrunden

## Vänorter
- Norge Arendal[2]
- Sverige Kalmar[3]
- Danmark Silkeborg
- Finland Nyslott[4]